# Lê Văn Hiểu
Lê Văn Hiểu (tức Lê Tiến Hàn, hay Hàn Tiến, Trịnh Đào, Quan Phủ Tướng Hàn, 1601 - 1654) là một tướng lĩnh Việt Nam vào thế kỷ 17, thời Trịnh-Nguyễn phân tranh.  
Ông sinh năm 1601 (đời vua Lê Kính Tông năm thứ 2). Sinh thời ông được phủ Chúa Trịnh đưa về nuôi dưỡng (vì thuộc dòng giống vua Lê), lớn lên ông được Chúa Trịnh Tùng gả con gái là Quận chúa Phù Dung. Do văn võ song toàn ông được phong Tiến lộc hầu, rồi được phong Tiến quận công.
Lúc sinh thời, tuy bận việc quân cơ, Lê Văn Hiểu vẫn quan tâm đến quê hương dòng họ. Ông đã mua 10 mẫu đất Làng Châu Khê và 3 mẫu đất binh điều giao cho Làng Năng Cải làm công điền. Mua đất Cồn Vàng làm nhà thờ tổ và chiêu dân lập ra các xóm Bản Chi, Hiền Lương, Nhân Linh, Phát Dục và lập chợ. Nhân dân trong làng tôn ông làm Phúc thần và thờ tự. 
Năm 1643, Tiến lộc hầu Lê Văn Hiểu giữ chức chưởng giám đem quân đi đánh Chúa Nguyễn ở Thuận Hoá (tức Tỉnh Quảng Bình). Ông chỉ huy quân đội lập công lớn được phong tước Tiến quận công, giữ chức Tả trấn quân doanh.
Năm Mậu Tý (1648), Trịnh Tráng sai đô đốc Tiến Quận Công Lê Văn Hiểu đem thủy bộ quân vào đánh chúa Nguyễn. Quân bộ đóng ở đất Bắc Bố Chính, còn thủy quân vào đánh cửa Nhựt Lệ, thắng được nhiều trận nhỏ. Quân Trịnh đánh rất hăng, xông pha phá lũy Trường Dục. Đạn bắn như mưa, quân Nguyễn bỏ chạy quá nửa.
Tả đô đốc Hàn Tiến đánh thắng quân Chúa Nguyễn nhiều trận lớn, buộc Chúa Nguyễn phải cử hai đại thần trụ cột là Thuận Nghĩa Hầu (tức Nguyễn Hữu Tiến) và Chiêu Vũ Hầu (tức Nguyễn Hữu Dật) thực hiện kế sách phòng thủ Sông Gianh và tiến công phía Bắc. Quân Nguyễn đánh lùi quân Trịnh, và dùng kế ly gián Hàn Tiến với Chúa Trịnh. Chúa Trịnh trúng kế cho người áp giải Hàn Tiến về Thăng Long, Hàn Tiến uống thuốc độc tự vẫn vào năm ông tròn 54 tuổi. Quận chúa Phù Dung vào Thanh Hoá phúng viếng chồng và uống thuốc độc tự vẫn.
Dòng họ “Lê Đình” lập đền thờ Tiến quận công Lê Văn Hiểu và quận chúa Phù Dung - đền thờ được công nhận là Di tích văn hoá lịch sử. Đền thờ ông nay tại làng Năng Cải (nay là làng Cồn Vàng, thôn Hồng Phong và thôn Hạnh Phúc, xã Hải Ninh, huyện Tĩnh Gia, tỉnh Thanh Hóa).
Ông có hai người con nuôi mang họ Lê Đình: Lê Đình Kiên (người mở mang, cai quản Phố Hiến - Hưng Yên) và Lê Đình Hào đều đỗ tiến sĩ được ghi danh tại Quốc Tử Giám. Ông có một người con nuôi nữa là Quận công Lê Đình Châu - người làng Đông Lý, xã Liên Hồ, huyện Ngọc Sơn, phủ Tĩnh Gia, tỉnh Thanh Hóa, nay là xã Ngọc Lĩnh, huyện Tĩnh Gia.